# Amelanchier
Amelanchier és un gènere de plantes de la família Rosàcia amb unes 20 espècies d'arbusts i petits arbres caducifolis. Només Amelanchier ovalis és present als Països Catalans.
El nom del gènere Amelanchier es creu que deriva del nom comú occità del corner (A. ovalis). El nom de la ciutat canadenca de Saskatoon deriva del nom indígena, Cree, d'A. alnifolia.
Als Estats Units i el Canadà hi ha diverses espècies, dues espècies es troben a l'Àsia i l'única europea és A. ovalis.
Es fan servir diverses espècies en jardineria.
La taxonomia del gènere és difícil i s'han determinat de 6 a 33 espècies segons els especialistes. El principal problema per a poder determinar les espècies és que hi ha reproducció apomíctica poliploidia i hibridacions.
Les espècies del gènere Amelanchier fan de 0,2 a 20 m d'alt amb formes arbòries i arbustives. Les fulles són decídues alternades i simples delanceolades a el·líptiques o orbiculades. La inflorescència és terminal amd d'una a vint flors. Les flors tenen cinc pètals floreixen aviat en la primavera. El fruit de 5 a 15 mm de diàmetre madura a l'estiu i és comestible però insípida amb algunes espècies és dolça.

## Algunes espècies
- Amelanchier alnifolia var. alnifolia -
- Amelanchier amabilis -
- Amelanchier arborea -
- Amelanchier asiatica -
- Amelanchier bartramiana -
- Amelanchier canadensis var. canadensis -
- Amelanchier humilis -
- Amelanchier interior -
- Amelanchier laevis -
- Amelanchier "lamarckii" - (híbrid)
- Amelanchier nantucketensis -
- Amelanchier ovalis -
- Amelanchier sanguinea -
- Amelanchier sinica - Xina
- Amelanchier spicata -
- Amelanchier utahensis - Utah